# Cocciopesto

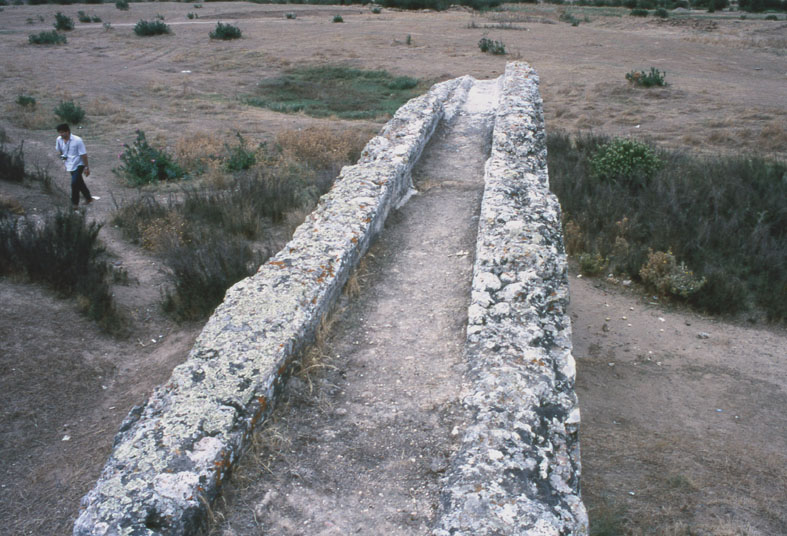
Un esempio di cocciopesto: l'acquedotto di Itálica presso Siviglia.

Il cocciopesto è un materiale edilizio utilizzato come rivestimento impermeabile per pavimenti sia interni sia esterni e per il rivestimento di pareti (ad es. di cisterne e di terme). È composto da frammenti di laterizi (tegole o mattoni)  minutamente frantumati e malta fine a base di calce aerea. Si posa in diversi strati, caratterizzati da diverse granulometrie, che vengono battuti e bagnati diverse volte. Le fonti non forniscono termini che riconducano con precisione al cocciopesto, il quale viene spesso confuso con il cosiddetto opus signinum; spesso ricorrono a perifrasi o termini confondibili con l'opera laterizia: opus testaceum. 
Vitruvio ne descrive la fabbricazione e l'uso.

## Origini storiche
La tecnica era conosciuta dai Fenici, come testimoniano ad esempio i pavimenti dei siti archeologici di Tell el-Burak in Libano, più tardi a Selinunte e Solunto in Sicilia, ma fu perfezionata dai Romani che utilizzavano il cocciopesto come impermeabilizzante (rivestimento di fondo e pareti di vasche in muratura o di cisterne), così come lo descrive Vitruvio, oppure come materiale di pavimentazione, in cui la malta faceva da matrice a tessere di mosaico disposte in vario modo o a frammenti di marmi bianchi o colorati, e comunque in alternativa alla pozzolana come malta idraulica anche, sempre secondo Vitruvio, per intonaci.

## Caratteristiche
La malta di cocciopesto, oltre a una notevole durabilità e resistenza possiede altre caratteristiche che ne hanno favorito l'uso, come la bassa permeabilità all'acqua.
Il cocciopesto, in parziale o totale sostituzione della sabbia normale, veniva utilizzato per il confezionamento di malte a base di calce aerea (Idrossido di calcio, Ca(OH)2) le quali, in assenza di questo aggregato reattivo, non potevano indurire se non a contatto con l'aria, attraverso quel processo chimico noto come carbonatazione: l'aggiunta di questo aggregato veniva quindi effettuata in funzione idraulicizzante, cioè per ottenere una malta di calce con proprietà idrauliche, anche se il grado di idraulicità ottenibile è inferiore a quello che deriva dall'uso della pozzolana.
Il peso specifico del cocciopesto ad avvenuta asciugatura è mediamente intorno ai 1350 kg/mc, ma dipende dalla granulometria e dal tipo degli inerti utilizzati.

### Coloritura
Una delle caratteristiche dell'intonaco di cocciopesto, oltre alla capacità di far presa anche in ambienti non a contatto diretto con l'aria (idraulicità), era di essere colorato in pasta e pertanto poteva fare a meno dello strato colorato di tinteggiatura. Infatti gli intonaci a cocciopesto possiedono naturalmente un colore rosato, dovuto agli aggregati di terracotta e al bianco della calce; potevano tuttavia essere trattati anche con velature di colore, sempre nella gamma dei rossi.

## Utilizzo

### Antichità
Il cocciopesto è presente nell'edilizia storica e nell'architettura di varie città italiane come malta per murature ma soprattutto come intonaco sia per lo strato di sottofondo (come riportano nei loro trattati, Cennini, Alberti e Palladio), sia per lo strato di finitura, particolarmente adatto ad ambienti umidi grazie all'alta capacità traspirante e igrometrica della terracotta e della calce. Infatti una delle città in cui il suo uso era più diffuso nei secoli scorsi è Venezia, oltre a Treviso, Livorno, Roma e molte altre.
La tecnologia era analoga a quella del più costoso "marmorino", in cui il granulato di laterizi di sfrido era sostituito da polvere e scaglie di marmo.
Era utilizzato anche come componente per pavimentazione in ambienti, anche umidi, come fondo per mosaici e decorazioni nell'epoca rinascimentale, (anche se non mancano esempi più antichi come la Basilica di Grado), come sottofondo per il "terrazzo veneziano", o come corpo negli stucchi a rilievo.

### Utilizzo attuale
Attualmente viene prodotto industrialmente un granulato ottenuto dalla frantumazione di laterizi a pasta molle (cotti a temperatura inferiore a 850 °C), selezionato in varie granulometrie. 
Il materiale, legato con calce aerea o calce idraulica naturale e con sabbia, incontra sempre maggiore diffusione per le sue caratteristiche tecniche che lo rendono particolarmente adatto non solo al recupero del patrimonio edilizio storico, ma anche all'edilizia biocompatibile.